# Тънкоклюна кайра
Тънкоклюната кайра (Uria aalge) е птица от семейство Кайрови (Alcidae).

## Разпространение
Видът е разпространен в Северна Америка. Може да се види в нискоарктическите и бореалните води на Северния Атлантик и Северния Тихи океан. Той прекарва по-голямата част от времето си в морето, като излиза на сушата само за да се размножава по скалистите скални брегове или острови.
Среща се и в България.